# Zasada kwadratu Jensena
Zasada kwadratu Jensena – zdanie w teorii mnogości, oznaczane przez {\displaystyle \Box ,} podobne w swej naturze do diamentu Jensena ◊, postulujące istnienie pewnego ciągu specjalnych podzbiorów {\displaystyle \kappa ^{+}} (następnik liczby kardynalnej {\displaystyle \kappa }), który w pewnym sensie koduje każdy podzbiór {\displaystyle \kappa .} Zdanie to jest niezależne od standardowych aksjomatów ZFC, to znaczy zdania tego nie można udowodnić na gruncie tych aksjomatów ani nie można go obalić. Ponieważ ma ono wiele ciekawych konsekwencji, jest traktowane przez matematyków jako dodatkowy aksjomat, który może być zakładany, jeśli wymaga tego dowód.
Zasada kwadratu Jensena została wprowadzona przez amerykańskiego matematyka Ronalda Jensena. Jedną z motywacji do rozważania tego zdania jest jego prawdziwość w uniwersum konstruowalnym L oraz fakt, iż wiele studiowanych wcześniej własności L okazało się być konsekwencjami {\displaystyle \Box .}

## Sformułowanie
Niech {\displaystyle \kappa } będzie liczbą kardynalną.
{\displaystyle \square _{\kappa }{:}} Istnieje taki (pozaskończony) ciąg {\displaystyle \{C_{\alpha }:\alpha \in \kappa ^{+}} jest liczbą porządkową graniczną}, że
1. {\displaystyle C_{\alpha }\subseteq \alpha } oraz {\displaystyle C_{\alpha }} jest domknięty i nieograniczony w {\displaystyle \alpha ;}
2. jeżeli kofinalność {\displaystyle \alpha } jest mniejsza od {\displaystyle \kappa ,} to typ porządkowy {\displaystyle C_{\alpha }} jest mniejszy od {\displaystyle \kappa ;}
3. jeżeli {\displaystyle \beta } jest punktem skupienia zbioru {\displaystyle C_{\alpha },} to {\displaystyle C_{\alpha }\cap \beta =C_{\beta }}.

Zasada kwadratu Jensena to zdanie:
{\displaystyle \square {:}} dla każdej nieskończonej liczby kardynalnej {\displaystyle \kappa } zachodzi {\displaystyle \square _{\kappa }.}